# Муханов, Игорь Леонидович
Муха́нов И́горь Леони́дович (род. 24 октября 1954 года, Бузулук, Оренбургская область, СССР) — поэт, прозаик, собиратель русского, бурятского и алтайского фольклора.

## Биография
Родился 24 октября 1954 года в семье школьных учителей. Окончил Самарский государственный университет по специальности «физика» и Высшие литературные курсы при Литературном институте имени Горького.

## Творчество
В творчестве писателя обнаруживается устойчивое тяготение к древнерусской и восточной литературе, к сказке и притче. Его первая книга — «Хвала засохшему дереву» (сборник лирических миниатюр) — отмечена новизной стиля. Позже писатель назовёт свой стиль «лирической философией» и будет неуклонно следовать ему в своём творчестве.
В 1990-х годах писатель обходит все сёла Самарской Луки (Жигули), в результате чего появляется на свет книга «Сказы и байки Жигулей». Общая направленность сказок тяготеет к бажовской (Павел Бажов, Уральские сказы) традиции. То же обращение к народной жизни, изложенное собственным стилем и языком.

«Рукопись Игоря Муханова представляет собой уникальный труд, который может составить славу и гордость нашего Самарского края. Особо отмечается необыкновенно тонкое сочетание авторского понимания специфики народного фольклора, философского толкования земных и общечеловеческих истин, а также отношение к личности, корни которой — Самарская земля, что особенно важно в наше время».
С. В. Генералова,

начальник отдела по использованию историко-культурного наследия Самарской области.

В начале 2000-х годов с писателем встречаются бурятские ламы, предлагая ему совершить фольклорную экспедицию по их республике. Писатель даёт согласие, и следующие три года проводит в буддийских дацанах Бурятии и Агинского Бурятского автономного округа, разделяя вместе с монахами их жизнь. В итоге появляется книга «Дождь из цветов» (бурятские буддийские притчи). Предисловие-благословение ко второму её изданию пишет XXIV Пандито Хамбо лама Дамба Аюшеев, глава Буддийской традиционной сангхи России. Авторские права на эту книгу Игорь Муханов дарит Буддийской сангхе России.

«В этих маленьких прекрасных зарисовках легенд, преданий и бытовых сказаний зримо предстают основополагающие побудительные мотивы поведения бурятского народа. Думается, что очарование этим духовным миром будут переживать не только буряты, к радости которых их устная словесность превратилась, наконец, в литературный жанр, но и читающие представители других народов России».
В. П. Андросов,

доктор исторических наук, директор Института востоковедения РАН о книге «Дождь из цветов».

В настоящее время Игорь Муханов проживает в Республике Алтай. Является инициатором создания Республиканского фестиваля поэзии, ежегодно проводимого в Уймонской долине (Усть-Коксинский район).

## Участие в организациях и премии
- член Союза писателей России
- член Правления Союза писателей Республики Алтай
- лауреат национальной премии в области литературы, учреждённой Буддийской традиционной сангхой России (2012)[4][5]
- Лауреат литературной премии имени Сергея Есенина «Русь моя» за 2016 г.[2][3]